# Robert Malenka

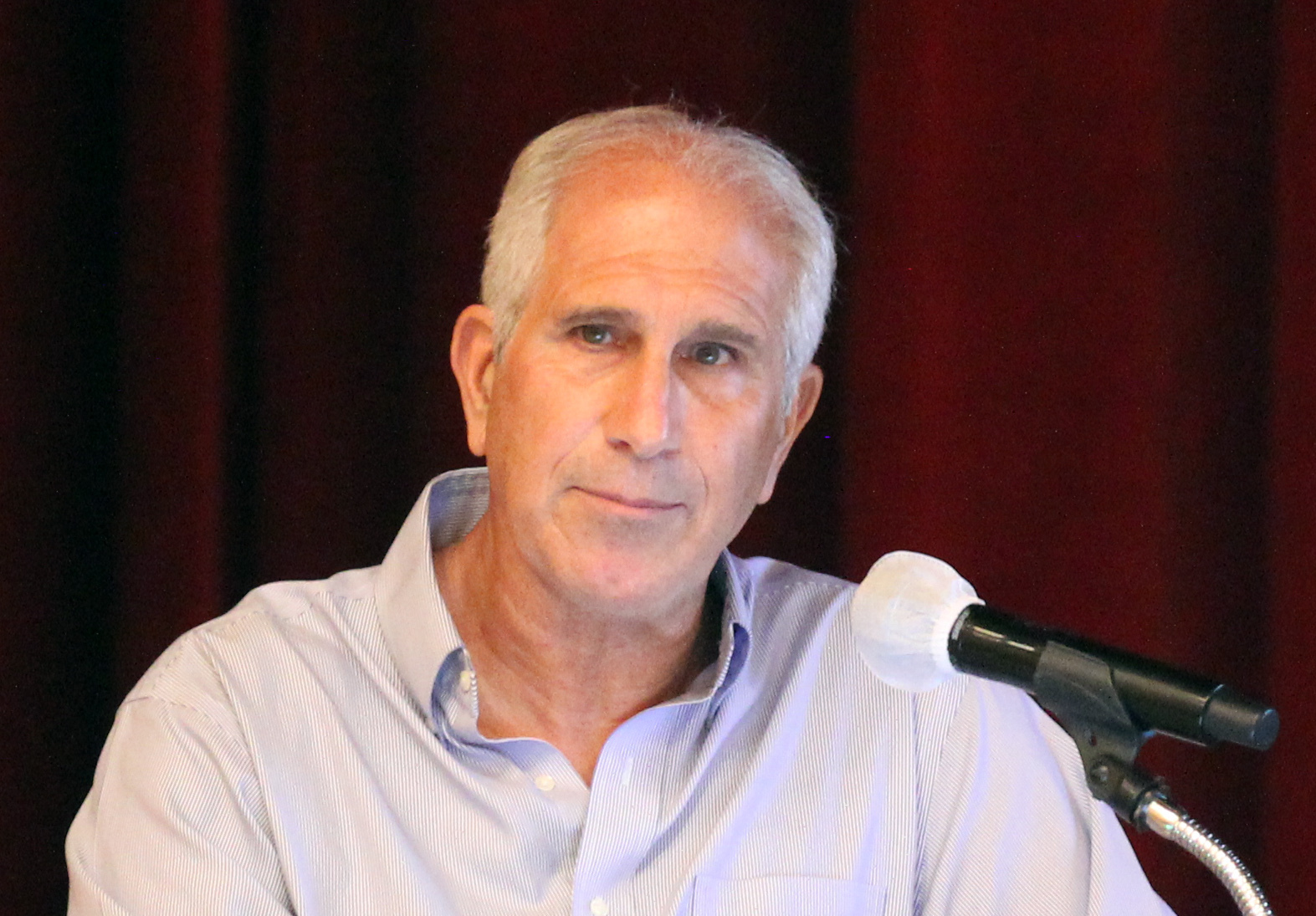
Robert Malenka (2022)

Robert Charles Malenka (* 1955 in Boston, Massachusetts) ist ein US-amerikanischer Neurowissenschaftler an der Stanford University.
Malenka gilt als Experte für die synaptische Plastizität des Säugetiergehirns und für die Wirkung von Neurotransmittern und Psychostimulanzien. Er beschäftigte sich auch mit den neuronalen Grundlagen der Sucht.

## Leben und Wirken
Robert Malenka wuchs in Belmont, Massachusetts auf und erwarb 1978 am Harvard College einen Bachelor und 1983 bei Stephen G. Waxman an der Stanford University einen kombinierten Ph.D. in Neurowissenschaften und M.D. als Abschluss des Medizinstudiums. Neben seiner klinischer Ausbildung in der Psychiatrie der Stanford University School of Medicine zwischen 1983 und 1989 arbeitete er zwischen 1984 und 1986 als Postdoktorand bei Roger Nicoll an der University of California, San Francisco (UCSF).
An der UCLA erhielt Malenka 1989 eine erste Professur (Assistant Professor, später Associate Professor) für Psychiatrie und Physiologie, 1997 wurde er ordentlicher Professor. 1999 wurde er an die Stanford University berufen. Dort hat Malenka (Stand 2023) die Pritzker-Professur für Psychiatrie und Verhaltenswissenschaft inne. Seit 2013 ist er stellvertretender Direktor des Wu Tsai Neurosciences Institute der Stanford University.
Malenka hat laut der Datenbank Scopus einen von 145 (Stand September 2023). Sein Lehrbuch Molecular Neuropharmacology (gemeinsam mit Steven E. Hyman und Eric J. Nestler) erhielt zwei Neuauflagen. Zu seinen Schülern gehört Karl Deisseroth.

## Auszeichnungen (Auswahl)
- 2000 IBRO-Kemali-Preis
- 2004 Mitglied des Institute of Medicine (heute National Academy of Medicine)[3]
- 2005 Perl-UNC Neuroscience Prize[4]
- 2005 Mitglied der American Academy of Arts and Sciences[5][6]
- 2008 Fellow der American Association for the Advancement of Science
- 2011 Pasarow Award für Neuropsychiatrie[7]
- 2011 Mitglied der National Academy of Sciences[8]